# Jonátán Netanjáhú

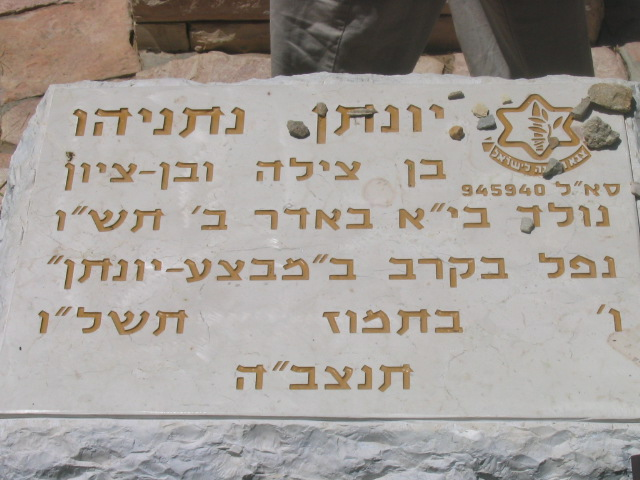
Jonátán Netanjáhú sírhelye

Jonátán „Joni” Netanjáhú (New York, 1946. március 13. – Entebbe, 1976. július 4.) az izraeli haderő Szájeret Mátkál nevű elitosztagának volt a tagja. Öccse, Benjámín Netanjáhú később izraeli miniszterelnök lett, a Likud jobboldali párt vezetője.
Joni a jom kippuri háborúban tanúsított hősies részvételéért érdemérmet kapott. 1976-ban ezredesként ő vezette az ugandai Entebbe Nemzetközi repülőtérre eltérített Air France 139-es utasszállító járat izraeli, zsidó túszainak kiszabadításáért indított mentőakciót. Izraeli részről egyedüliként vesztette életét, miután egy ugandai katona lesből lelőtte. A „Villámcsapás” hadműveletet tiszteletére utólag Jonatan hadműveletre nevezték át.
Az akcióról később William Stevenson is könyvet írt 90 perc Entebbében (90 minutes at Entebbe) címmel.